# 최한수
최한수(崔漢秀, 1947년 6월 25일 ~ )는 대한민국의 언론인 출신으로 훗날 정치인, 대학 교수, 정치학자, 정치평론가, 저술가 등으로 활동한 인물이다. 본관은 해주(海州)이며 아호(雅號)는 해정(海井)이다.

## 생애
충청남도 예산군에서 출생하였고 지난날 한때 충청남도 홍성군에서 잠시 유아기를 보낸 적이 있는 그는 1973년 CBS 기독교방송 공채 아나운서로 입사하였으며 2년 후 1975년 CBS 기독교방송 기자로 전향하였고 5년 후 1980년에는 CBS 기독교방송에서 퇴사와 동시에 KBS 한국방송공사 공채 기자로 이적 입사하였으며 3년 후 1983년에는 KBS 한국방송공사 기자 직위에서 퇴임하였다. 이후 프리랜서 저술가와 정치학자 겸 정치평론가와 정치인 겸 대학 교수로 활약을 하였으며 그 와중에 서울 송파에서 새누리당 전신인 신한국당 및 한나라당 후보로 제15대 및 제16대 국회의원 선거에 입후보하였다. 두번에 걸친 한나라당 이회창 대통령 후보의 정무특보, 그리고 무소속 이회창 대통령 후보 정무특보, 이명박 대통령 경선 후보 특보, 박근혜 대선 후보 특보를 역임했다. 이회창 총재와 자유선진당을 창당하면서 창당조직팀장을 맡기도 했다.
서울 여의도연구원 정책고문 등을 지낸 그는 현재 건국대학교 명예교수이다.

## 학력
- 1960년 예산국민학교 졸업
- 1963년 경북중학교 졸업
- 1966년 홍성고등학교 졸업
- 1973년 건국대학교 정치외교학 학사
- 1976년 서울대학교 대학원 정치학 석사
- 1988년 미국 코네티컷 주립 대학교 대학원 국제정치학과 정치학 석사
- 1993년 건국대학교 대학원 정치외교학과 정치학 박사

## 경력
- 1973년 CBS 기독교방송 아나운서
- 1975년 CBS 기독교방송 기자 전향
- 1980년 CBS 기독교방송 기자 직위 퇴임(1980년 2월)
- 1980년 KBS 한국방송공사 기자 이적(1980년 3월)
- 1983년 KBS 한국방송공사 기자 직위 퇴임(1983년 2월)
- 1983년 건국대학교 정치외교학과 교수(2012년 퇴임)
- 1986년 미국 코네티컷 주립 대학교 객원교수(1988년 이임)
- 1988년 건국대학교 건대신문 편집위원장(1990년 퇴임)
- 1989년 동아정경연구회 부이사장(1990년 동아정경연구회 이사장 승진)
- 1990년 경찰대학교 강사(1995년 퇴임)
- 1990년 동아정경연구회 이사장(1995년 퇴임)
- 1991년 기독교방송 객원해설위원(1994년 퇴임)
- 1992년 한국정치학회 상무이사(1993년 퇴임)
- 1993년 한국여성개발원 강사(1995년 퇴임)
- 1994년 한국정치학회 이사(1995년 퇴임)
- 1994년 한국방송공사 금요칼럼 담당
- 1994년 의회정치연구회 총무이사(1999년 퇴임)
- 1994년 한국여성정치문화연구소 이사장(2003년 퇴임)
- 1994년 건국대학교 학생처 처장(1994년 퇴임)
- 1994년 정무장관실 정책자문위원(1995년 퇴임)
- 1995년 여성정책심의실무위원회 민간위원(1996년 퇴임)
- 1995년 민주평화통일정책자문회의 상임위원(1995년 이임)
- 1995년 민주평화통일정책자문회의 교육홍보분과위원회 간사(1996년 퇴임)
- 1995년 다리지 편집위원(1996년 퇴임)
- 1996년 신한국당 당무위원 겸 서울송파병지구당 위원장(1997년 이임)
- 1996년 신한국당 당무위원 겸 상임위원(1997년 퇴임)
- 1996년 서울 송파시민포럼 의장(2000년 퇴임)
- 1997년 한나라당 당무위원 겸 정치개혁특별위원회자문단장(1997년 이임)
- 1997년 한나라당 당무위원 겸 상임위원(2002년 전임)
- 1998년 건국대학교 사회과학연구소 소장(2000년 퇴임)
- 1998년 건국대학교 정치행정학부 부장(1998년 이임)
- 1998년 건국대학교 정치대학 학장(1998년 이임)
- 1999년 한국정치학회 상임이사(2000년 퇴임)
- 1999년 한국자유총연맹 민주시민교육센터 특강위원(2003년 퇴임)
- 1999년 건국대학교 정치대학 학장(2000년 퇴임)
- 1999년 건국대학교 국제대학원 원장(2000년 퇴임)
- 1999년 한나라당 이회창총재특별보좌역(2002년 퇴임)
- 2000년 한나라당 당무위원 겸 서울 송파을지구당 위원장(2001년 퇴임)
- 2001년 건국대학교 언론홍보대학원 원장(2002년 퇴임)
- 2002년 한나라당 당무위원 겸 중앙선거대책위원회 상임위원(2002년 이임)
- 2002년 한나라당 이회창 대통령 후보 정부특보및 미디어대책위원회 팀장(2002년 퇴임)
- 2007년 무소속 이회창 대통령 후보 특보
- 2008년 자유선진당 창당조직단 단장
- 2008년 자유선진당 당무위원 겸 전략기획위원회 위원장
- 2008년 자유선진당 당무위원 겸 전임위원(2011년 퇴임)
- 2011년 선진통일당 당무위원 겸 전임위원(2012년 퇴임)
- 2012년 건국대학교 명예교수
- 2012년 새누리당 당무위원 겸 특임정책고문(2013년 퇴임)
- 2012년 새누리당 박근혜 대통령 후보 특보(2013년 퇴임)
- 여의도연구원 정책고문
- 2018년 자유한국당 고문 겸 당무위원(2018년 탈당)

## 저술

### 저서
- 현대 비교정치 이데올로기,현학서관,1990
- 미국 정당정치론(역),현학서관,1990
- Modern Political Parties,1990
- 현대정당론,을유문화사,1993
- 정치학 연구 방법론,대왕사,1993
- 현실 정치와 교과서 정치,도서출판 대정진,1994
- 민주주의와 민주정치,대왕사,1994
- 한국정치의 새 도전,도서출판 대정진,1995
- 어느 정치학교수의 산과 삶의 언어들,도서출판 신유,1996
- 한국 선거정치론,대왕사,1996
- 한국 정당정치론,법문사,1996
- 한국의 정치,대왕사,1997
- 여성과 정치(공저),한국여성정치문화연구소,1997
- 한국정치의 이해,건국대 출판부,1999
- 한국 정당정치 변동론,세명서관,1999
- 경제위기극복을 위한 새로운 체제관리 방안(공저),1999
- 현대사회와 여론(공저),건국대출판부,2000
- 자유와 평등-민주주의의 이상과 조건,동명사,2003
- 대통령 수상 준대통령-국가의 권력구조, 인간사랑, 2007
- 한국민주주의의 대전환,명인문화사, 2011
- 종교의 정치학, 명인문화사, 2012
- 인간석가모니와 신의 불교, 씨 아이 알, 2013

### 번역서
- 사춘기자녀에 대한 부모의 헛사랑과 참사랑
- 미국정당정치론, 신유 ,1994
- 현대비교정치이데올로기, 신유, 1994

### 논문
- A Review of the Political Party,건국대학술지,1989
- 정당체계에 관한 소고,현대사회,1989
- 한국정당의 기능적 특성,사상과 정책,1990
- 정치적 반대와 야당,현대사회,1991
- 지방의회 의원의 태도 및 활동에 관한 연구,건국대 사회과학 제17집,1993
- 세계화시대의 권력구조,한국정치학회,1994
- 한국 여.야 정당의 갈등배경에 관한 일고,건국대학술지,1994
- 6.27지방선거의 평가,한국정치학회,1995
- 한국 정당의 합당에 관한 연구-합당과 선거시기 및 정당세력을 중심으로,건국대 사회과학논총 제3집(통권22호),1998

## 대표 이력
- 건국대학교 정치외교학과 명예교수
- 신한국당 당무위원
- 서울 여의도연구원 정책고문

## 수상
- 1995년 정무장관실 여성신문사 주최 평등부부상 특별상
- 2012년 대한민국 근정포장

## 역대 선거 결과
|  | 31.95% |

|  | 41.58% |

## 참고 자료
- Daum 인물정보 - 최한수 건국대학교 명예교수
- 조인스 인물정보 - 최한수 건국대학교 명예교수
- 네이버 인물정보 - 최한수 건국대학교 명예교수